# Milejowice (województwo świętokrzyskie)
Milejowice – wieś w Polsce, położona w województwie świętokrzyskim, w powiecie ostrowieckim, w gminie Waśniów.
W latach 1975–1998 miejscowość administracyjnie należała do województwa kieleckiego.

## Integralne części wsi
| SIMC    | Nazwa              | Rodzaj    |
| ------- | ------------------ | --------- |
| 0276080 | Gajówka            | część wsi |
| 0276096 | Milejowice-Kolonia | część wsi |

## Historia

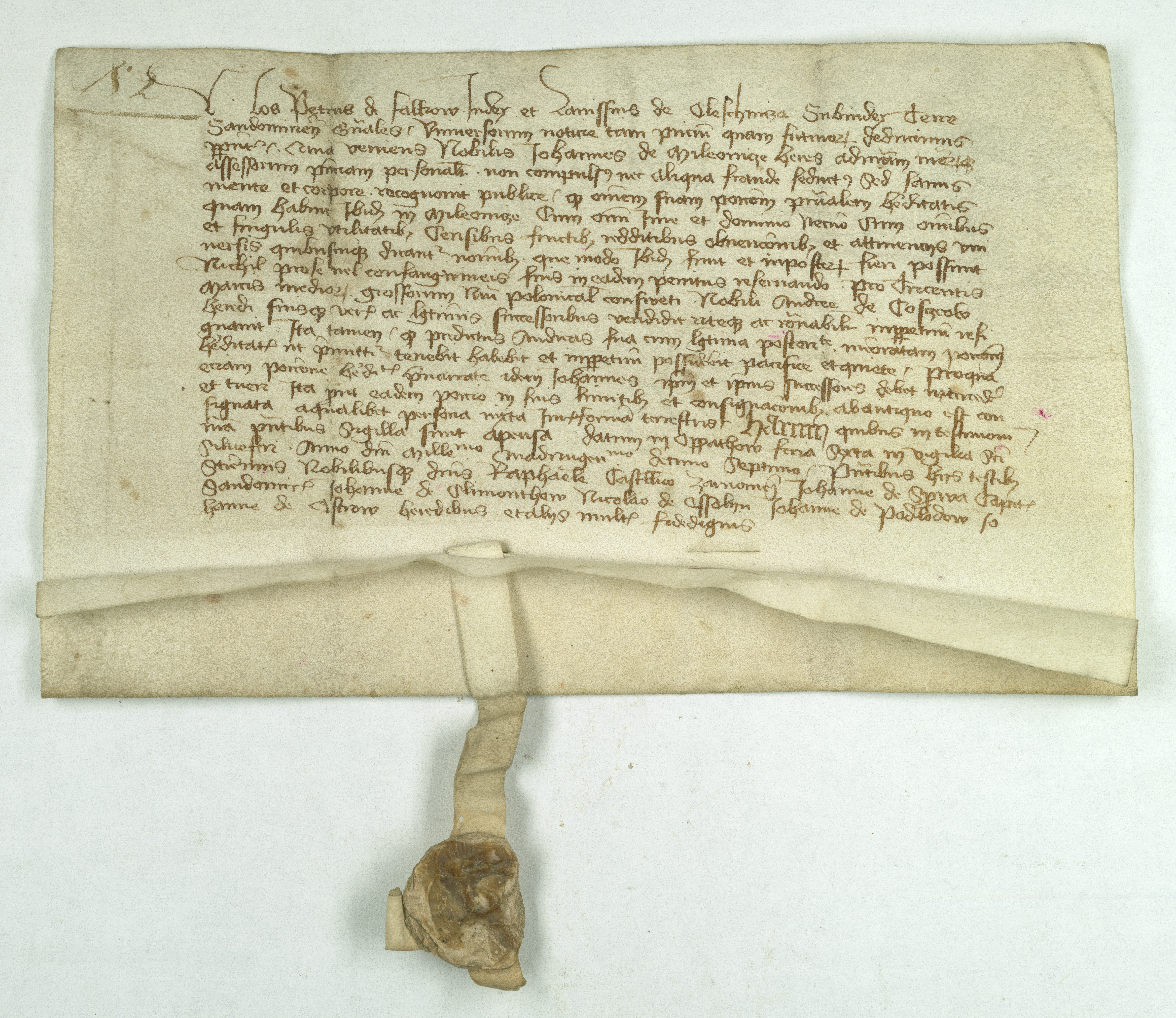
Sąd ziemski sandomierski stwierdza, że Jan z Milejowic sprzedał swoje dziedzictwo w Milejowicach Andrzejowi z Kościejowa za 300 grzywien półgroszy polskich.

Według dokumentów z 1442 r. miejscowość należała do biskupów krakowskich. Jeszcze w tym samym wieku stała się w połowie własnością klasztoru Świętokrzyskiego na Łysej Górze i w połowie własnością Mikołaja i Piotra Jastrzębczyków.
Milejowice, r. 1442 „Miliejowicze”. Własność klasztoru św. Krzyża wedle dokumentu z r. 1442. W r. 1578 w części klasztornej były 3 osady, 1 łan kmiecy, 3 komorników, 5 komorników ubogich.
Zachowały się ciekawe dokumenty z wczesnej historii Milejowic, np.:
- potwierdzenie sądu ziemskiego sandomierskiego, że Jan z Milejowic sprzedał swoje dziedzictwo w Milejowicach Andrzejowi z Kościejowa za 300 grzywien półgr. polskich, Opatów, 30 listopada 1417[a].
- potwierdzenie sądu ziemskiego sandomierskiego, że Helena wdowa po Tomaszu z Milejowic sprzedała 1/4 tejże wsi Andrzejowi z Kościejowa za 200 grzywien w półgroszach, Opatów, 17 marca 1418[b].